# 닭육수 가루

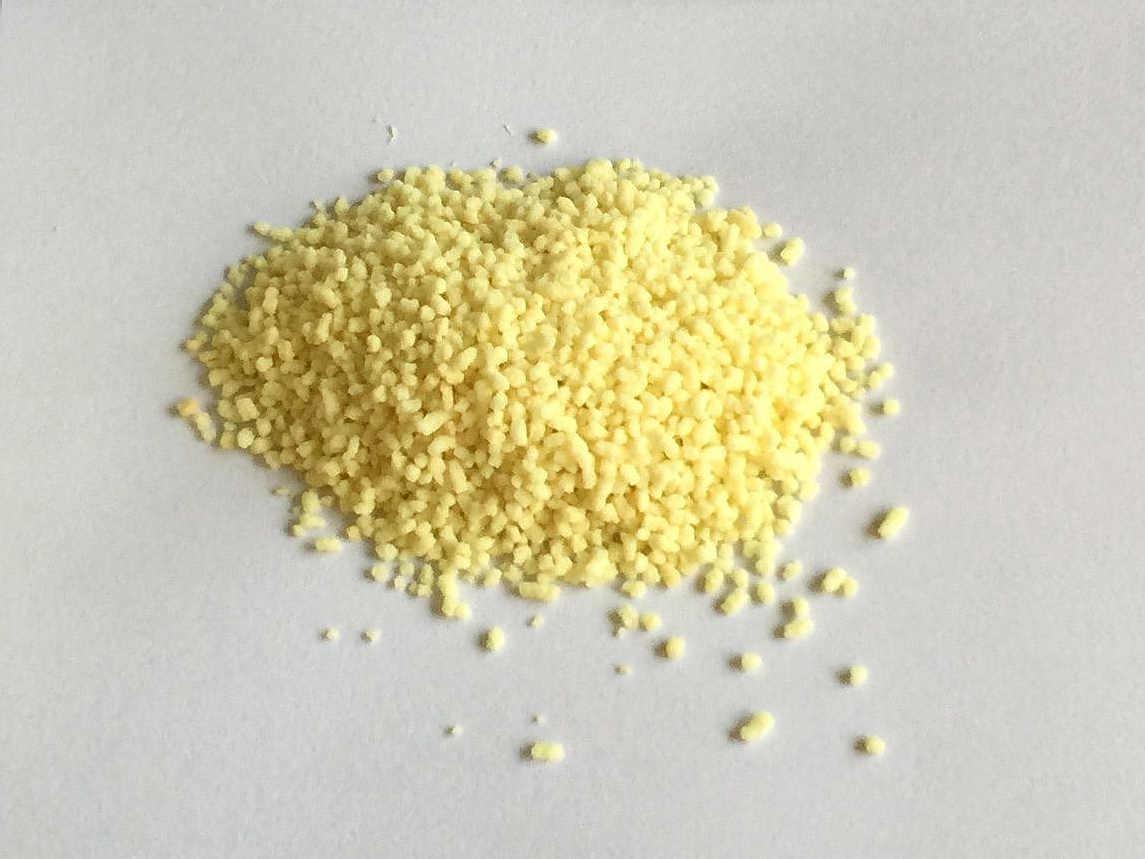
닭육수 가루

닭육수 가루(-肉水--)는 닭육수를 내는 데 쓰는 조미료이다. 중국 요리나 홍콩 요리 등에 흔히 쓰이며, 중화권에서 쓰이는 닭육수 가루가 닭가루(중국어 간체자: 鸡粉, 정체자: 雞粉, 한어 병음: jīfěn 지펀[*], 월병: gai1 fan2 가이판[*], 한국 한자: 鷄粉 계분, 영어: chicken powder 치킨 파우더[*])로 알려져 있기도 하다. 이금기나 크노르 등 식품회사에서 대량생산·판매한다.

## 같이 보기
- 국물 큐브